# Sankt Kathrein am Offenegg
Sankt Kathrein am Offenegg é um município da Áustria, situado no distrito de Weiz, no estado da Estíria. Tem 40,41 km² de área e sua população em 2019 foi estimada em 1.078 habitantes.